# Kalduny (gastronomia)
I kalduny o kolduny (in bielorusso калдуны́?, in polacco kołduny, in lituano koldūnai) sono un tipo di pasta ripiena diffuso in Bielorussia, Lituania e Polonia.
I kalduny hanno forma a mezzaluna e presentano un ripieno che, a seconda dei casi, può trattarsi di prosciutto, patate o funghi; ne esiste una versione dolce ripiena di frutta.
Il loro nome è un omaggio all'omonima famiglia nobile bielorussa.